# Heinrich Schulz-Beuthen

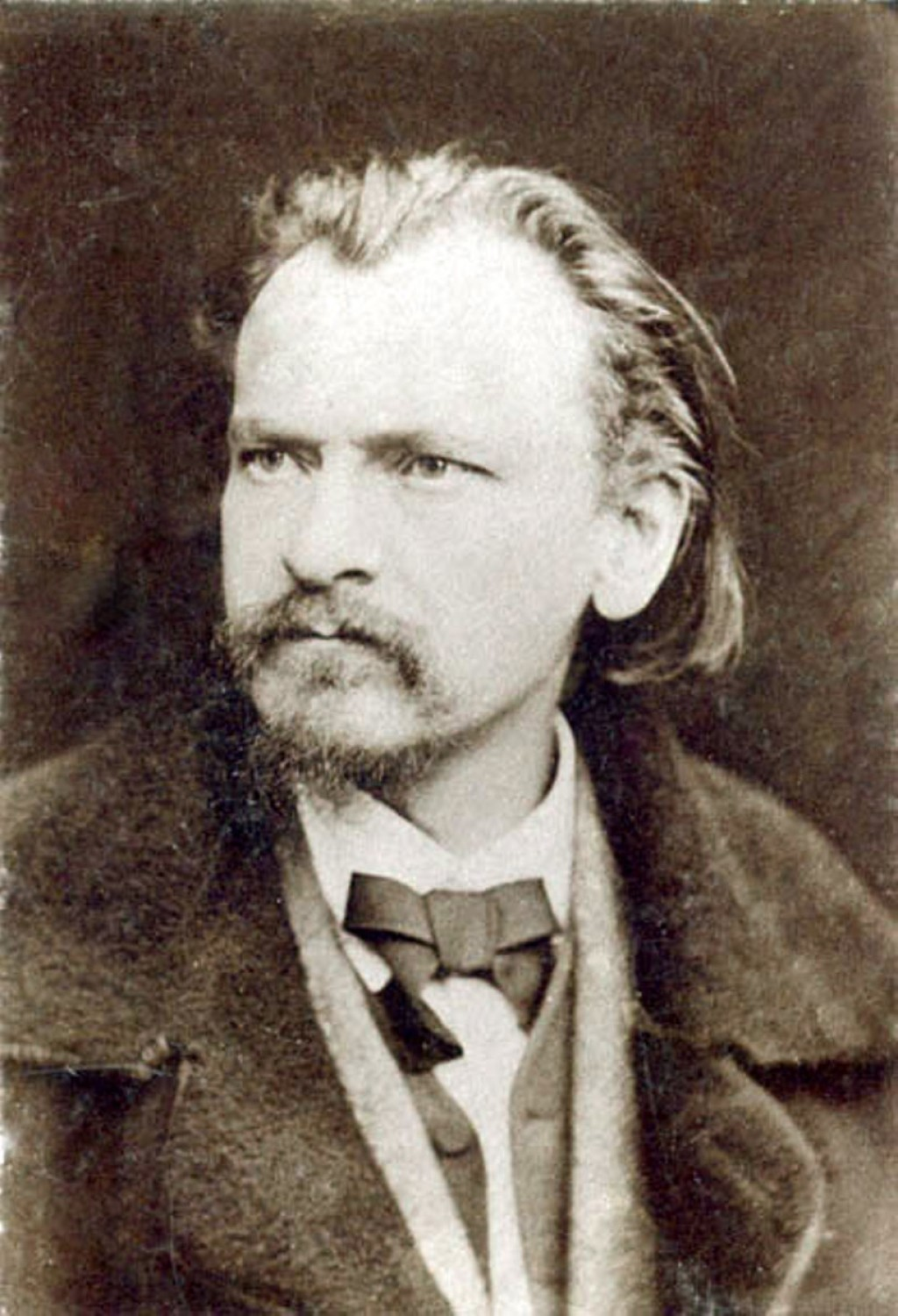

Heinrich Donatien Wilhelm Schulz-Beuthen, född 19 juni 1838 i Beuthen, Oberschlesien, död 12 mars 1915 i Dresden, var en tysk tonsättare. 
Schulz-Beuthen verkade en längre tid i Zürich som kompositör och musikpedagog och var från 1881 bosatt i Dresden. Han hade i sina kompositioner omfattande och högt uppsatta mål, men förefaller inte att ha kunnat nå dessa; han var närmast en programmusiker av Franz Liszts riktning. 
Schulz-Beuthen skrev bland annat en rad stora symfonier (bland annat Dem Andenken Haydns, König Lear och Siegessinfonie), vidare symfoniska dikter – som Die Todteninsel, Bacchantenzug och Mittelalterliche Volkscene –, större vokalverk, en symfonisk pianokonsert, pianosonater (bland annat Heroische Sonate och Alhambra-Sonate), flera operor och verk för manskör.